# Jörg Lucke
Jörg Lucke (Berlino, 7 gennaio 1942) è un ex canottiere tedesco, campione olimpico nel due senza di canottaggio ai Giochi olimpici di Città del Messico 1968 e nel due con a Monaco di Baviera 1972.

## Palmarès
| Anno | Manifestazione  | Sede              | Evento    | Risultato |
| ---- | --------------- | ----------------- | --------- | --------- |
| 1968 | Giochi olimpici | Città del Messico | Due senza | Oro       |
| 1972 | Giochi olimpici | Monaco di Baviera | Due con   | Oro       |